# Större inkatangara
Större inkatangara (Incaspiza pulchra) är en fågel i familjen tangaror inom ordningen tättingar.

## Utseende
Större inkatangara är en finkliknade fågel, med grå fjäderdräkt, kastanjebruna vingar och svart i ansiktet och på strupen. Ben och näbb är gula. I flykten syns vita yttre stjärtpennor. Arten liknar sadeltangaran, men har mindre svart i ansiktet, större svart strupfläck och brunare rygg. Ungfågeln har mer urblekt och streckad fjäderdräkt, med bara en antydan av ansikts- och strupteckningen.

## Utbredning och systematik
Fågeln förekommer i torra marker i Anderna i Peru (Áncash till södra Lima). Den behandlas som monotypisk, det vill säga att den inte delas in i några underarter.

### Familjetillhörighet
Liksom andra finkliknande tangaror placerades inkatangarorna tidigare i familjen Emberizidae, under det svenska namnet inkafinkar. Genetiska studier visar dock att de är en del av tangarorna.

## Levnadssätt
Större inkatangaran hittas i bergstrakter i torra områden med täta buskage. Den födosöker huvudsakligen på marken.

## Status
Större inkatangara har ett litet utbredningsområde, men beståndet anses vara stabilt. IUCN kategoriserar arten som livskraftig.